# 現代詩
現代詩（げんだいし）は、近代詩の形式主義化、耽美化などへの反省により、20世紀初頭に生まれた詩をさす。

## 概要
現象学・実存主義に影響を受けた哲学的な内容、性や暴力など近代詩が扱わなかったタブーへの切り込み、日常とかけ離れた特異な言葉遣いによる異化作用、などが特徴的である。
欧米ではウィリアム・バトラー・イェイツやT・S・エリオットらによって創始され、日本では第二次世界大戦以後、盛んになった。その先駆としては、川路柳虹の「塵溜」が例示されることが多い。
詩誌『荒地』を中心に集まった鮎川信夫と田村隆一のほかに、谷川俊太郎、吉岡実、大岡信、吉増剛造などが有名である。
各詩人によって、作風が大きく異なり、共通するものが少ない「分散性」が現代詩の一つの特徴だが、あえて共通要素をとりだすとしたら、私的性が強いことが挙げられる。
近代詩が社会的、共同体的な要素が強かったのに対し、戦争という大量殺戮をへた現代詩では自分にとって社会とは何か、思想とは何かという反省が表面に出、それは俳諧や短歌の写生論と結合して、日常の中に哲学的深みを見出し、それを徹底して自分というプライベートな観点から咀嚼する、という作業が行われる。

## 歴史
現代詩は伝統的な詩歌を否定するところから始まったため、奇抜な言語表現や隠喩を多用した、形式に縛られない独創的な表現が頻出した。しかし作家が新しい表現や個性を追求したことで、現代詩は難解なものとなり、次第に読者を失っていくこととなった。1980年代から1990年代にかけての、ねじめ正一や谷川俊太郎らの「ナンセンス詩」にその傾向の頂点を見ることができよう。
しかし、これら現代詩の手法もまた、形式化、固定化してしまい、現代人の心情からかけ離れたものになってしまった。詩作というものは、気軽に行えるものでも、ありのままにでもなく、奇怪で独善的な「詩的境地」に自己を落とし込まないと書けないという詩の矮小化が生じてしまったのである。
私秘性、難解性から現代詩は生命力を失い、各詩人が孤立して先細るという状態が現れ、それを打破しようと集団無意識や民俗の世界に回帰しようという動き、形式的な伝統詩を復活させようという動き、インターネットを利用としたコラボレーションの動きが見られるが、その行き先は未明である。
オンライン詩の傾向としては、相対主義や競争否定の考えから、詩に優劣はなく、名人も素人も同等であるとする平等主義が強い。一方そのような考えは芸術の堕落であり、より高質な詩を目指して精進すべきだという考えは紙メディアを中心にして、熟練者を中心に根強い。
その結果として、詩壇はさらに大衆詩と芸術詩の間の亀裂を深めている。
「ポエム」と呼ばれるやさしく共感を誘う形式が、過剰に雰囲気をあおる手段となった。ポエムには大衆性があり現代を覆っている。硬質かつ思考する言葉の表現を目指した現代詩は、1960年代から1970年代の「政治の季節」には論理的な思考力が強みとなって普及したが、現代では逆に論理性が一般の理解が得られないようになった。水無田気流は上記の考察をふまえ、裏付けのある言葉に触れれば、曖昧な言葉である「ポエム」のいびつさに気づくとする 。